# Сталь 10895
Сталь 10895 (ГОСТ 3836-83) — сортовая электротехническая нелегированная (старое обозначение стали — Э12). Из стали рекомендуется изготавливать детали, применяемые в магнитных цепях электрических аппаратов и приборов. Материал обладает запасом пластичности и обрабатывается в горячем состоянии.
В обозначении марки цифры означают:
- первая — класс по виду обработки (1 — горячекатаная и кованная).
- вторая — тип по содержанию кремния (0 — сталь нелегированная, без нормирования коэффициента старения).
- третья — группа по основной нормируемой характеристике (8 — коэрцитивная сила).
- четвёртая и пятая — количественное значение основной нормируемой характеристики (коэрцитивной силы в целых единицах А/м).

Содержание элементов, в %
| Углерод | Марганец | Кремний | Фосфор | Сера  | Медь |
| 0.035   | 0.3      | 0,3     | 0,020  | 0.030 | 0.3  |

## Свойства
Показано, что интенсивность адгезивного взаимодействия при шлифовании стали 10895 кругом из кубического нитрида бора существенно меньше, чем при шлифовании титанового сплава.
Твёрдость стали наиболее отзывчива к изменению содержания углерода и кремния и к двойной термообработке по режиму нормализации.